# Ljubičevac, Kladovo
Ljubičevac (izvirno srbsko Љубичевац) je naselje v Srbiji, ki upravno spada pod Občino Kladovo; slednja pa je del Borskega upravnega okraja.

## Demografija
V naselju, katerega izvirno (srbsko-cirilično) ime je Љубичевац, živi 429 polnoletnih prebivalcev, pri čemer je njihova povprečna starost 59,5 let (58,3 pri moških in 60,5 pri ženskah). Naselje ima 209 gospodinjstev, pri čemer je povprečno število članov na gospodinjstvo 2,19.
To naselje je, glede na rezultate popisa iz leta 2002, večinoma srbsko.
|  |

| Demografija | Demografija     | Demografija     |
| Leto        | Št. prebivalcev | Št. prebivalcev |
| ----------- | --------------- | --------------- |
|             |                 |                 |
|             |                 |                 |
|             |                 |                 |
|             |                 |                 |
| 1948        | 1403            |                 |
| 1953        | 1398            |                 |
| 1961        | 1394            |                 |
| 1971        | 1440            |                 |
| 1981        | 1562            |                 |
| 1991        | 1366            | 543             |
| 2002        | 1330            | 458             |
|             |                 |                 |

| Etnična sestava po popisu iz leta 2002 | Etnična sestava po popisu iz leta 2002 | Etnična sestava po popisu iz leta 2002 | Etnična sestava po popisu iz leta 2002 | Etnična sestava po popisu iz leta 2002 |
| -------------------------------------- | -------------------------------------- | -------------------------------------- | -------------------------------------- | -------------------------------------- |
| Srbi                                   | Srbi                                   |                                        | 440                                    | 96,06%                                 |
| Vlahi                                  | Vlahi                                  |                                        | 6                                      | 1,31%                                  |
| Romuni                                 | Romuni                                 |                                        | 4                                      | 0,87%                                  |
| Neznano                                | Neznano                                |                                        | 1                                      | 0,21%                                  |